# Nathaniel Buzolic
Nathaniel Buzolic (* 4. srpna 1983, Sydney, Austrálie) je australský herec. Moderoval pořad The Mint a měl vedlejší roli v seriálu BBC s názvem Out of the Blue. Také byl spolumoderátorem naučného pořadu Weather Ed.

## Životopis
Narodil se v Austrálii, má kořeny v Evropě – jeho matka pochází z Chorvatska, ze kterého kvůli tehdejší válce utekla. Nathanielův otec je původem Němec (opustil Natea i jeho matku, když byl Nate ještě malý). Navštěvoval Australské divadlo pro mladé lidi (Australian Theatre for Young People) v Sydney a v roce 2004 absolvoval Screenwise hereckou školu pro film a televizi. Jeho prvním průlomem v kariéře bylo moderování dětských pořadů v Disney Channel, Studio Disney (2005). Také se objevil v seriálech All Saints (2003), Home and Away (2002) a jako neuvedená role v epizodě seriálu Vodní krysy (2001).
Jeho první hlavní role ve filmu přišla v roce 2008 ve snímku Offing David. Předtím měl menší role ve filmech My Greatest Day Ever a Road Rage.
V roce 2011 bylo oznámeno, že si zahraje roli Kola Mikaelsona v americkém populárním seriálu Upíří deníky. Poprvé se objevil ve třinácté epizodě třetí série s názvem „Bringing Out The Dead“. Tu samou roli ztvárnil i ve spin-offu seriálu s názvem The Originals.

## Filmografie

### Film
| Rok  | Název                         | Role        | Poznámky             |
| ---- | ----------------------------- | ----------- | -------------------- |
| 2005 | Divoká noc                    |             | neuveden v titulcích |
| 2007 | Road Rage                     | mladý řidič | krátký film          |
| 2007 | My Greatest Day Ever          | trenér      | krátký film          |
| 2008 | Offing David                  | David       |                      |
| 2009 | Multiple Choice               | Tommy       | krátký film          |
| 2010 | Needle                        | Ryan        |                      |
| 2016 | Hacksaw Ridge: Zrození hrdiny | Harold Doss |                      |
| 2019 | Saving Zoë                    | Jason       |                      |

### Televize
| Rok       | Název pořadu      | Role           | Poznámky                        |
| --------- | ----------------- | -------------- | ------------------------------- |
| 2001      | Vodní krysy       |                | Neuveden v titulcích            |
| 2002      | Home and Away     | Paul Chalmers  | 1 epizoda                       |
| 2003      | All Saints        | Damon Lloyd    | díl: „Friends in Need“          |
| 2005      | Studio Disney     | Sám sebe       |                                 |
| 2007      | The Mint          | Sám sebe       |                                 |
| 2008      | Out of the Blue   | Paul O'Donnell | Hlavní role, 50 dílů            |
| 2010      | Cops L.A.C.       | Jahrryde       | díl: „A Veil of Tears“          |
| 2011      | Crownies          | Jesse Major    | díl 1.15                        |
| 2012–2014 | Upíří deníky      | Kol Mikaelson  | Vedlejší role, 10 dílů          |
| 2013–2018 | The Originals     | Kol Mikaelson  | Vedlejší role (od 2. řady)      |
| 2014–15   | Prolhané krásky   | Dean Stavros   | Vedlejší role, 4 díly           |
| 2014      | Lovci duchů       | David Lassiter | díl: „Bloodlines“               |
| 2015      | Sběratelé kostí   | Hunter Ellis   | díl: „The Teacher in the Books“ |
| 2015      | To je tvoje máma? | Jimmy Barnes   | hlavní role, 9 dílů             |

### Internet
| Rok  | Název pořadu             | Role          | Poznámky |
| ---- | ------------------------ | ------------- | -------- |
| 2014 | The Originals: Awakening | Kol Mikaelson | 4 díly   |